# Marido y medio
Marido y medio es una obra de teatro del dramaturgo español Fernando Fernán Gómez. Se trata de la segunda obra que escribió, después de Pareja para la eternidad y la primera que se estrenó sobre un escenario.

## Estilo
Se trata de una comedia burguesa, calificada por el propio autor como frívola, en la que se han querido encontrar influencias de Enrique Jardiel Poncela, Carlos Llopis y Tono.

## Producción
Se estrenó el 7 de junio de 1950 en el Teatro Gran Vía de Madrid. El elenco estaba integrado por Eloísa Muro, Francisco Carmona, José Blanch, Manuel Monroy, María Antonia Tejedor, María Dolores Pradera, María Asquerino, Milagros Leal y Salvador Soler Marí.

## Aceptación
La obra no alcanzó la aceptación del público y parte de la crítica acusó un exceso de tecnicismo que restaba frescura al texto.